# Rio Pampã
Rio Pampã är ett vattendrag i Brasilien.   Det ligger i delstaten Minas Gerais, i den sydöstra delen av landet, 800 km öster om huvudstaden Brasília.
Omgivningarna runt Rio Pampã är huvudsakligen savann. Runt Rio Pampã är det glesbefolkat, med 9 invånare per kvadratkilometer.